# Пік Шахтарів України
Пік Шахтарів України — таку назву присвоєно безіменній вершині Тянь-Шаню висотою 5132 м.
Група донецьких альпіністів і шахтарів із Донецької області під керівництвом Сергія Ковальова 29 липня 2009 р. здійснила першосходження на одну з безіменних вершин гірської системи Тянь-Шаню. На вершині альпіністи встановили кілограмову копію з металу скульптурного монумента «Слава шахтарській праці», який встановлений у Київському районі Донецька. Це сходження альпіністи присвятили нелегкій шахтарській праці.